# Illarion Illarionovič Vasil'čikov
Illarion Illarionovič Vasil'čikov, in russo Илларион Илларионович Васильчиков? (1805 – Kiev, 12 novembre 1862), è stato un nobile e ufficiale russo.

## Biografia
Era il figlio di Illarion Vasil'evič Vasil'čikov, e di sua moglie, Vera Petrovna Protasova.

## Carriera
Nel 1825 divenne ufficiale raggiungendo il grado di colonnello, nel 1837, e di generale, nel 1846.
Sotto il suo potere, la città di Kiev attraversò un periodo di sviluppo. Venne costruito il Ponte Nicola e la Cattedrale di San Vladimiro. Su sua iniziativa, venne creata una commissione per rinominare le strade, piazze e vicoli di Kiev.

## Matrimonio
Sposò la principessa Ekaterina Alekseevna Ščerbatova (1818-1869), figlia del aiutante generale Aleksej Grigor'evič Ščerbatov. Ebbero tre figli:
- Sof'ja Illarionovna (1841-1871), sposò Nikolaj Sergeevič Stroganov (1836-1906);
- Vera Illarionovna (1847-1924), sposò il barone Aleksandr Žukovskij Meyendorff (1848-1907);
- Sergej Illarionovič (1849-1926).

## Morte
Morì il 12 novembre 1862. Il principe fu sepolto nel Kyjevo Pečers'ka Lavra.